# Burkhard Detzler
Burkhard Detzler (* 1961 in Saarlouis) ist ein deutscher Architekt, Künstler und Hochschullehrer an der Hochschule der Bildenden Künste Saar.

## Leben
Detzler studierte zwischen 1981 und 1986 Architektur an der Fachhochschule Trier und von 1988 bis 1990 Architektur und Computergrafik am Department of Art, Architecture and Planning der University of Cincinnati in Ohio bei Stanford Anderson und Peter Eisenmann. Anschließend war er 1990 und 1991 Projektleiter im Architekturbüro Schmitt, Kasimir und Partner und von 1991 bis 1994 Leiter der Entwurfs- und Computerabteilung im Büro Kühnl + Schmidt.
1993 erhielt er einen Lehrauftrag an der Staatlichen Hochschule für Gestaltung Karlsruhe und wurde dort 1994 wissenschaftlich-künstlerischer Mitarbeiter. Seit 1997 ist er Professor für digitale Medien an der HBK Saar. Außerdem arbeitet er seit 1993 als freier Architekt und Mediendesigner.

## Veröffentlichungen
- Das Haus am Markt: eine mediale Zeitreise; 80 Jahre Gestaltungslehre im Saarland. Stadtgalerie Saarbrücken, 2005, ISBN 3-932183-35-5